# Nancey Murphy
Nancey Murphy es una filósofa, teóloga estadounidense y profesora de Filosofía Cristiana en el Seminario Teológico Fuller en Pasadena, California, Estados Unidos. En 1973 obtuvo su BA en la Universidad Creighton (en filosofía y psicología), y en 1980 su Ph.D. de la Universidad de California, Berkeley (en filosofía de la ciencia), y en 1987 el Th.D. de la Unión de Graduados en Teología (en teología).

## Carrera
Los trabajos de Murphy se han enfocado en el rol de la filosofía moderna y postmoderna en modelar la teología cristiana; en las relaciones entre la teología y la ciencia; y más recientemente ha trabajado en temas ligados a la filosofía de la mente y neurociencia. Su primer libro, Teología en la Era del Razonamiento Científico (Cornell, 1990) ganó el premio a la excelencia otorgado por la Academia Norteamericana de Religión. Es autora de nueve libros, incluidos Postmodernidad Anglo-Norteamericana: Perspectivas Filosóficas sobre Ciencia, Religión, y Ética (Westview, 1997); y Sobre la Naturaleza Moral del Universo: Teología, Cosmología, y Ética (con G.F.R Ellis, Fortress, 1996), por este último recibió el Premio Templeton para el Progreso de la Religión. Sus libros más recientes son Cuerpos y Almas, o Cuerpos Espirituales? (Cambridge, 2006); y (escrito con Warren Brown) Es que mis Neuronas me hicieron obrar así? Perspectivas Filosóficas y Neurobiológicas sobre la Responsabilidad Moral y el Libre Albedrío (Oxford, 2007).
Murphy ha coescrito once libros, incluidos (con L. Schultz y R.J. Russell, Brill 2009) Filosofía, Ciencia y Acción Divina; (con G.F.R. Ellis y T. O'Connor, Springer, 2009) Causalidad y la Neurobiología del Libre Albedrío, Springer; y (con William R. Stoeger, Oxford, 2007) Evolución y Emergencia: Sistemas, Organismos y Personas.
Murphy es miembro del Directorio del Centro de Teología y Ciencias Naturales (y expresidente del Directorio); de la Asociación Filosófica Norteamericana; y de la Sociedad de Filósofos Cristianos. Fue asesora del programa sobre diálogo entre la ciencia, ética, y religión de la Asociación Norteamericana para el Avance de la Ciencia, y se desempeña en los comités de planificación de una serie de conferencias sobre ciencia y acción divina y sobre el problema del mal natural bajo el auspicio del Observatorio Vaticano.
En 1998 Murphy fue designada la alumna del año de la Universidad Creighton, y en el 2006, alumna GTU del año. En el año 1999 fue J.K Russell Fellow en el Centro de Teología y Ciencias Naturales. Fue elegida miembro de la Sociedad Internacional para la Ciencia y la Religión y se desempeña en su comité de ejecutivo. En el 2007 fue incluida en la lista de las 100 personas más influyentes del Los Angeles Magazine. Es ministra ordenada de la Iglesia de los Hermanos.

## Libros
- 2007. (with W. S. Brown) Did My Neurons Make Me Do It?: Philosophical and Neurobiological Perspectives on Moral Responsibility and Free Will, Oxford University Press. { ISBN 0-19-956823-5 }
- 2006. Bodies and Souls, or Spirited Bodies? Cambridge University Press. { ISBN 0-521-67676-2 }[6]
- 2002. Religion and Science: God, Evolution, and the Soul (ed. Carl S. Helrich), Pandora Press.
- 1997. Reconciling Theology and Science: A Radical Reformation Perspective, Pandora Press. {ISBN 0-9698762-4-6 }
- 1997. Anglo-American Postmodernity: Philosophical Perspectives on Science, Religion, and Ethics, Westview Press. { ISBN 0-8133-2869-1 }[7]
- 1996. (with George F.R. Ellis) On the Moral Nature of the Universe: Theology, Cosmology, and Ethics, Fortress Press. {ISBN 0-8006-2983-3 }[8]
- 1996. Beyond Liberalism and Fundamentalism: How Modern and Postmodern Philosophy Set the Theological Agenda, Trinity Press International. { ISBN 1-56338-176-1 }
- 1994. Reasoning and Rhetoric in Religion, Trinity Press International. { ISBN 1-57910-772-9 }
- 1990. Theology in the Age of Scientific Reasoning, Cornell University Press. { ISBN 0-8014-8114-7 }[9]

## Libros editados
- 2010. (con C. Knight, ed.) Human Identity at the Intersection of Science, Technology, and Religion, Ashgate (forthcoming).
- 2009. (con L. Schultz and R.J. Russell, eds.) Philosophy, Science, and Divine Action, Brill.
- 2009. (con G.F.R. Ellis and T. O'Connor, eds.) Downward Causation and the Neurobiology of Free Will, Springer.
- 2008. (con R.J. Russell and W.R. Stoeger, eds.) Scientific Perspectives on Divine Action: Twenty Years of Problems and Progress, Vatican Observatory Press.
- 2007. (con W. R. Stoeger, ed.) Evolution and Emergence: Systems, Organism, Persons, Oxford University Press.
- 2007. (con R.J. Russell and W.R. Stoeger, eds.) Physics and Cosmology: Scientific Perspectives on Suffering in Nature, Vatican Observatory Press.
- 1999. (con R.J. Russell, T.C. Meyering, and M. Arbib, eds.) Neuroscience and the Person: Scientific Perspectives on Divine Action, Vatican Observatory Press.[10]
- 1998. (con W. Brown and H.N. Malony, eds.) Whatever Happened to the Soul?: Scientific and Theological Portraits of Human Nature, Fortress Press.
- 1997. (con B. Kallenberg and M. Nation, eds.) Virtues and Practices in the Christian Tradition:Christian Ethics after MacIntyre, Trinity Press International.
- 1995. (con R.J. Russell and A.R. Peacocke, eds.) Chaos and Complexity: Scientific Perspectives on Divine Action, Vatican Observatory Press.[11][12]
- 1994. (con Stanley Hauerwas and Mark Nation, eds.) Theology without Foundations: Religious Practice and the Future of Theological Truth, Abingdon Press.
- 1993. (con R.J. Russell and C.J. Isham, eds.) Quantum Cosmology and the Laws of Nature: Divine Action in Scientific Perspective, Vatican Observatory Press.

## Contribuciones a textos eruditos
- 2010. "Nonreductive Physicalism," in A. Runehov, ed., Encyclopedia of Sciences and Religions, Springer (forthcoming).
- 2010. "Divine Action, Emergence, and Scientific Explanation," in Peter Harrison, ed., Cambridge Companion to Science and Religion (forthcoming).
- 2010. "Reduction and Emergence: A Critical Perspective," in N. Murphy and C. Knight, eds., Human Identity at the Intersection of Science, Technology, and Religion, Ashgate (forthcoming).
- 2010. "Theology and Science in a Postmodern Context"; "Science and Divine Action"; and "Theology, Science and Human Nature," in M. Stewart, ed., Science and Religion in Dialogue, vol. 2, Wiley-Blackwell (also published in Chinese).
- 2009. "Adolf Grünbaum on Religion, Cosmology, and Morals," in A Jokic, ed., Philosophy, Religion, Physics, and Psychology: Essays in Honor of Adolf Grünbaum, Promethius Books.
- 2009. "Non-reductive Physicalism and Free Will, in E. Weislogal, ed., Transdisciplinarity in Science and Religion, Curtea Veche Publishing House.
- 2009. "The Cognitive Science of Religion: A Theological Appropriation," in J. Schloss, and M.J. Murray, eds., The Spiritual Primate: Scientific, Philosophical and Theological Perspectives on the Origin of Religion, Oxford University Press.
- 2009. "Reduction and Emergence: A Critical Perspective," in W. Van Huyysteen et al., eds. Understanding Humans in a Scientific Age, Ashgate (forthcoming).
- 2009. "Agape and Nonviolence," in Craig Boyd, ed., Visions of Agape, Ashgate (forthcoming).
- 2009. "The Role of Philosophy in the Science/Religion Dialogue," and "Supervenience" in H. A. Campbell and H. Looy, eds., A Science and Religion Primer, Baker.
- 2008. (with J. Schloss) "Biology and Religion," in M. Ruse, ed., Oxford Handbook of Biology, Oxford University Press.
- 2008. (with V. Ignatkof) "Atheism," and "Epistemology," in W. Dyrness and V-M. Karkkainen, eds., Global Dictionary of Theology, IVP.
- 2008. "Neuroscience, Determinism, and Downward Causation: Defusing the Free-Will Problem," in F. Watts, ed., Creation: Law and Probability, Ashgate.
- 2008. "MacIntyre, Tradition-Dependent Rationality and the End of Philosophy of Religion," in D. Cheetham and R. King, eds., Contemporary Method and Practice in the Philosophy of Religion: New Essays, Continuum Press.
- 2007. "Science, Divine Action, and the Intelligent Design Movement: A Defense of Theistic Evolution," in R. B. Stewart, ed., Intelligent Design: William A. Dembski and Michael Ruse in Dialogue, Fortress Press.
- 2007. "Anglo-American Postmodernity and the End of Theology-Science Dialogue? in P. Clayton, ed., Oxford Handbook of Religion and Science, Oxford University Press.
- 2007. "Natural Science," in J. Webster et al., eds., Oxford Handbook of Systematic Theology, Oxford University Press.
- 2006. "Emergence and Mental Causation," in P. Davies and P. Clayton, eds., The Re-Emergence of Emergence, Oxford University Press.
- 2006. "Nonreductive Physicalism: Philosophical Challenges," in R. Lints et al. eds., Personal Identity in Theological Perspective, Eerdmans.
- 2006. "Theological Reflections on the Moral Nature of Nature," in U. Gorman, ed., Creative Creatures: Values and Ethical Issues in Theology, Science, and Technology, T & T Clark.
- 2005. "Is Theology Possible at the End of Modernity?" in M. Parker and T. Schmidt, eds., Scientific Explanation and Religious Belief, Mohr-Siebeck.
- 2005. "Nonreductive Physicalism," in J. Green and S. Palmer, eds., In Search of the Soul? Four Views, IVP.
- 2005. "Philosophical Resources for Integration," "Theological Resources for Integration," and "Constructing a Radical-Reformation Research Program in Psychology," in A. Dueck et al., ed., Theology and Psychology: A Radical Reformation Perspective, Eerdmans
- 2005. "Reduktionismus" and "Imre Lakatos" in Religion in Geschichte und Gegenwort, 4th ed.
- 2004. "Epistemology," in K. Vanhoozer et al., Dictionary for Theological Interpretation of Scripture, Baker.
- 2003. "Anglo-American Postmodern Theology: A Theology of Communal Praxis," (with Brad Kallenberg) in K. J. Vanhoozer, ed., The Cambridge Companion to Postmodern Theology.
- 2002. "The Resurrection of the Body and Personal Identity: Possibilities and Limitations of Eschatological Knowledge," in M. Welker, ed., Theology, Natural Science, and Cultural Studies on Resurrection, Eerdmans.
- 2002. "At the Intersection of Several Possible Worlds" in G. Yancy, ed., The Philosophical I: Personal Reflections on Life in Philosophy, Rowman and Littlefield.
- 2002. "Neuroscience and Human Nature: A Christian Perspective," in Ted Peters and Muzaffar Iqbal, eds., God, Life, and the Cosmos: Theistic Perspectives, Ashgate.
- 2000. "What Has Theology to Learn from Scientific Methodology?" in M. Peterson et al., eds., Philosophy of Religion: Selected Readings, 2nd. ed., Oxford University Press.
- 2000. "Inquiring after God by Means of Scientific Study," in Ellen Charry, ed., Inquiring after God, Blackwell.
- 2000. "Science and Society," in J.W. McClendon, Witness: Systematic Theology, Volume III, Abingdon.
- 1999. "John Howard Yoder's Systematic Defense of Pacifism," in S. Hauerwas et al., eds., The Wisdom of the Cross: Essays in Honor of John Howard Yoder, Eerdmans.
- 1999. "Overcoming Hume on His Own Terms," in D.Z. Phillips and T. Tessin, eds., Religion and Hume's Legacy, Macmillan.
- 1998. "Religion and Science," in Routledge Encyclopedia of Philosophy.
- 1992. "Philosophical Theology," in Donald Musser and Joseph Price, eds., A New Handbook of Christian Theology, Abingdon.

## Selección de artículos en revistas
- 2010. "Cosmopolis: How Astronomy Affects Philosophies of Human Nature and Religion," in Analecta Husserliana (forthcoming).
- 2010. "Christianity and Modern Science in the West: An Overview, Omega: Indian Journal of Science and Religion (forthcoming).
- 2009. "How to Keep the 'Non' in Nonreductive Physicalism," Journal of European Baptist Studies, 9, 2.
- 2008. "Miks Teadus Vajab Teologiat?" (Estonian translation of "Why Science Needs Theology") Usuteaduslik Ajakiri 57, 1.
- 2008. "On the Role of Philosophy in Theology-Science Dialogue," in J. J. Vila-Cha, ed., Filosofia e Ciencia: Science in Philosophy, Revista Portuguesa de Filosofia.
- 2006. "Scientific Perspectives on Christian Anthropology," Reflections: Center of Theological Inquiry, spring.
- 2003. "Whatever Happened to the Soul?: Theological Perspectives on Neuroscience and the Self," in J. LeDoux et al., eds., The Self: From Soul to Brain, vol. 1001 of Annals of the New York Academy of Science.
- 2003. "On the Role of Philosophy in Theology-Science Dialogue," Theology and Science, 1,1.
- 2002. "Divine Creation and Cosmology," Acta Philosophia: Rivista Internazionale de Filosofia.
- 2002. "The Problem of Mental Causation: How Does Reason Get Its Grip on the Brain?" Science and Christian Belief, October.
- 1999. "Darwin, Social Theory, and the Sociology of Scientific Knowledge"; "Physicalism without Reductionism: Toward a Scientifically, Philosophically, and Theologically Sound Portrait of Human Nature"; and "Theology and Science within a Lakatosian Program," Zygon, December.
- 1996. "Philosophical Resources for Postmodern Evangelical Theology," Christian Scholar's Review, winter.
- 1995. "Postmodern Non-Relativism: Imre Lakatos, Theo Meyering, and Alasdair MacIntyre,"Philosophical Forum, no. 1.
- 1993. "Philosophical Fractals; Or History as Metaphilosophy," Studies in History and Philosophy of Science, no. 3.
- 1993. "Phillip Johnson on Trial: A Critique of his Critique of Darwin," Perspectives on Science and the Christian Faith, March.
- 1990. "Scientific Realism and Postmodern Philosophy," The British Journal for The Philosophy of Science, vol. 41.
- 1989. (with James McClendon) "Distinguishing Modern and Postmodern Theologies," Modern Theology, April.
- 1989. "Another Look at Novel Facts," Studies in History and Philosophy of Science, no. 3.
- 1984. "Proliferation of Models and the Quest for Progress in Psychiatry," Explorations in Knowledge, no. 1.